# Oh! My Goddess: Der Film
Oh! My Goddess: Der Film (jap. 劇場版「ああっ女神さまっ」, Gekijōban “Aa! Megami-sama!”) ist die erste und zu diesem Zeitpunkt einzige im Jahre 2000 in die Kinos gekommene Anime-Filmproduktion zur Manga-Reihe „Oh! My Goddess“. Der Film erschien unter anderem übersetzt und synchronisiert in den USA, Deutschland und Frankreich auf DVD. Der Film, der selbst als Teil des Kanon der Original-Manga-Reihe gilt, bedient sich dabei der Hauptcharaktere und Grundkonzeption, bindet aber auch weitere mythologische Charaktere ein wie etwa Morgan le Fay.

## Handlung
Aus Verbitterung um ihre verflossene Liebe, befreit die Feenprinzessin Morgan den in ein Gefängnis auf dem Mond verbannten Gott Celestin, der einst gegen die von den anderen Göttern aus Yggdrasil etablierte Ordnung der Welt opponierte und zuvor versuchte, seinen Schützling, die damals noch junge Belldandy für seine Sache zu verführen.
Die beiden ersinnen eine List, um einen Keil zwischen der nun ausgebildeten Göttin und demjenigen zu treiben, an den sie durch ein Versprechen gebunden ist: Keiichi gleicht nicht nur Morgans verschwundenem Geliebten wie ein Ei dem anderen, sondern ist auch als sterblicher Mensch ein Mittel zum Zweck, um die Kontrolle über das göttliche Computersystem „Yggdrasil“ zu erlangen und die Welt nach ihren Vorstellungen neu zu ordnen.

### Synchronisation
Die deutschsprachige Synchronisation wurde von den Ateliers der MME Studios GmbH durchgeführt. Als Besetzung für die Rollen wurde auf die der OVA-Serie zurückgegriffen.
| Rolle            | deutscher Sprecher | japanischer Sprecher (Seiyū)                               |
| ---------------- | ------------------ | ---------------------------------------------------------- |
| Keiichi Morisato | Timmo Niesner      | Masami Kikuchi                                             |
| Belldandy        | Antje von der Ahe  | Kikuko Inoue (als Erwachsene), Mio Shionoiri (als Mädchen) |
| Urd              | Diana Borgwardt    | Yumi Tōma                                                  |
| Skuld            | Susanne Kaps       | Aya Hisakawa                                               |
| Morgan Le Fay    | Anna Carlsson      | Ayako Kawasumi                                             |
| Peorth           | Ranja Bonalana     | Rei Sakuma                                                 |
| Celestin         | Olaf Reichmann     | Hiroshi Yanaka                                             |

In weiteren Rollen sind Gerald Paradies, Tommy Morgenstern, Julia Ziffer und Giuliana Jakobeit zu hören.

## Veröffentlichungen
Der Film wurde von der Anime International Company produziert und feierte in Japan am 21. Oktober 2000 seine Weltpremiere in den japanischen Kinos.
Etwa vier Jahre danach erschien die deutschsprachige DVD, welche vom Label Anime Virtual in zwei Editionen veröffentlicht wurde. Die reguläre Version im Amaray erschien als Veröffentlichung des Sublabels „IKASU“ und enthielt etliche technische Fehler wie beispielsweise einer fehlerhaften deutschen Tonspur, in der in den ersten Minuten nur der japanische Originalton zu hören ist. Dieser und einige andere Fehler wurden für die hochwertigere Sammelbox behoben, die unter dem Sublabel „AV2“ erschien.